# These Are the Vistas
Albums de The Bad Plus
The Bad Plus
(2001) Give
(2004)
These are the Vistas est le deuxième album enregistré par The Bad Plus, sorti en février 2003.
C'est le premier album du groupe sorti chez une major du disque, Columbia Records. L'album se distingue par des reprises de chansons pop et rock, notamment de Blondie, Nirvana ou Aphex Twin.7
L'album fait partie des deux meilleurs de la décennie 2000-2009 selon la NPR, avec Black Stars (en) de Jason Moran.

## Titres
| No  | Titre                                                   | Auteur                     | Durée |
| --- | ------------------------------------------------------- | -------------------------- | ----- |
| 1.  | Big Eater                                               | Anderson                   | 3:53  |
| 2.  | Keep The Bugs Off Your Glass And The Bears Off Your Ass | King                       | 5:49  |
| 3.  | Smells Like Teen Spirit                                 | Nirvana                    | 5:57  |
| 4.  | Everywhere You Turn                                     | Anderson                   | 4:56  |
| 5.  | 1972 Bronze Medalist                                    | King                       | 5:20  |
| 6.  | Guilty                                                  | Iverson                    | 5:35  |
| 7.  | Boo-Wah                                                 | Iverson                    | 3:55  |
| 8.  | Flim                                                    | Richard D. James           | 4:05  |
| 9.  | Heart of Glass                                          | Deborah Harry, Chris Stein | 4:47  |
| 10. | Silence Is The Question                                 | Anderson                   | 8:11  |
| 11. | What Love Is This                                       | Iverson                    | 4:07  |